# Pays-de-Clerval
Pays-de-Clerval est une commune nouvelle française située dans le département du Doubs, la région culturelle et historique de Franche-Comté et la région administrative Bourgogne-Franche-Comté, créée le 1er janvier 2017.
Elle regroupe les communes de Clerval et de Santoche.  Son chef-lieu se situe à Clerval.
Au 1er janvier 2019, la commune a fusionné avec celle de Chaux-lès-Clerval en conservant son nom et son chef-lieu. Les habitants se nomment les Clervalois et Clervaloises.

## Géographie

### Localisation

#### Communes limitrophes
| Fontaine-lès-Clerval                      | Pompierre-sur-Doubs | Saint-Georges-Armont |
| L'Hôpital-Saint-Lieffroy, Hyèvre-Paroisse | Pays-de-Clerval     | Anteuil              |
| Branne, Roche-lès-Clerval                 | Crosey-le-Petit     | Crosey-le-Grand      |

### Hydrographie
- Rivière le Doubs.
- Canal du Rhône au Rhin.

### Climat
Pour des articles plus généraux, voir Climat de la Bourgogne-Franche-Comté et Climat du Doubs.
En 2010, le climat de la commune est de type climat de montagne, selon une étude du Centre national de la recherche scientifique s'appuyant sur une série de données couvrant la période 1971-2000. En 2020, Météo-France publie une typologie des climats de la France métropolitaine dans laquelle la commune est exposée à un climat semi-continental et est dans la région climatique Jura, caractérisée par une forte pluviométrie en toutes saisons (1 000 à 1 500 mm/an), des hivers rigoureux et un ensoleillement médiocre.
Pour la période 1971-2000, la température annuelle moyenne est de 10,4 °C, avec une amplitude thermique annuelle de 17,3 °C. Le cumul annuel moyen de précipitations est de 1 231 mm, avec 13,1 jours de précipitations en janvier et 9,9 jours en juillet. Pour la période 1991-2020, la température moyenne annuelle observée sur la station météorologique de Météo-France la plus proche, « Branne_sapc », sur la commune de Branne à 3 km à vol d'oiseau, est de 11,1 °C et le cumul annuel moyen de précipitations est de 1 127,0 mm. 
La température maximale relevée sur cette station est de 39 °C, atteinte le 7 août 2015 ; la température minimale est de −19,8 °C, atteinte le 20 décembre 2009,,.
Les paramètres climatiques de la commune ont été estimés pour le milieu du siècle (2041-2070) selon différents scénarios d'émission de gaz à effet de serre à partir des nouvelles projections climatiques de référence DRIAS-2020. Ils sont consultables sur un site dédié publié par Météo-France en novembre 2022.

## Urbanisme

### Typologie
Au 1er janvier 2024, Pays-de-Clerval est catégorisée bourg rural, selon la nouvelle grille communale de densité à 7 niveaux définie par l'Insee en 2022.
Elle est située hors unité urbaine et hors attraction des villes,.

## Toponymie
Voir celle de l'ancienne commune de Clerval.

## Histoire
Il convient de se reporter aux articles consacrés aux anciennes communes fusionnées.
La commune nouvelle 
Pays-de-Clerval fait partie de la communauté de communes des Deux Vallées Vertes.

## Politique et administration

### Conseil municipal
Jusqu'aux prochaines élections municipales de 2020, le conseil municipal de la nouvelle commune est constitué de l'ensemble des conseillers municipaux des anciennes communes.
| Nom               | Code Insee | Intercommunalité           | Superficie (km2) | Population (dernière pop. légale) | Densité (hab./km2) |
| ----------------- | ---------- | -------------------------- | ---------------- | --------------------------------- | ------------------ |
| Clerval (siège)   | 25156      | CC du Pays de Clerval      | 11,83            | 1 017 (2014)                      | 86                 |
| Chaux-lès-Clerval | 25140      | CC des Deux Vallées Vertes | 8,57             | 152 (2016)                        | 18                 |
| Santoche          | 25531      | CC du Pays de Clerval      | 2,15             | 87 (2014)                         | 40                 |

### Liste des maires
| Période      | Période  | Identité        | Étiquette | Qualité |
| ------------ | -------- | --------------- | --------- | ------- |
| janvier 2017 | En cours | Georges Garnier |           |         |

## Population et société

### Démographie
L'évolution du nombre d'habitants est connue à travers les recensements de la population effectués dans la commune depuis sa création.

En 2022, la commune comptait 1 161 habitants, en évolution de +7,6 % par rapport à 2016 (Doubs : +1,88 %, France hors Mayotte : +2,11 %).
| 2015  | 2020  | 2022  |
| ----- | ----- | ----- |
| 1 083 | 1 139 | 1 161 |

## Économie
Il convient de se reporter aux articles consacrés aux anciennes communes fusionnées.

## Culture locale et patrimoine

### Lieux et monuments
- L'église Saint-André[15].

Édifice construit en 1762 sur les plans de l'architecte Jean-Charles Colombot. En 1864, les transformations : nouvelle tribune, agrandissement, chapelle de la Vierge en rotonde sont confiées à l'architecte Pierre Marnotte. Le clocher a été restauré en 2003. L'église a été entièrement recrépie en 2006 et l’intérieur entièrement repeint en 2007.
A l’initiative du curé, un orgue a été construit en 1975 puis complété en 2003, il comprend 10 jeux avec clavier et pédalier
La paroisse est dépositaire d'une statue de saint Ermenfroy du XVe siècle (aujourd'hui mis au trésor de la cathédrale de Besançon), ainsi qu'une Vierge en bois du siècle suivant.
L'église se situe dans le diocèse de Besançon, au sein de l'unité pastorale de Clerval. Le curé est M. l'abbé Germain Tambikissa.
En 2006 la paroisse a tourné la page de trois siècles de présence de religieuses à Clerval par le départ de quatre religieuses. En 1690 les sœurs de la congrégation des Ursulines fondent un convent dans la commune. Les religieuses se chargeaient entre autres de l'éducation des enfants pauvres. Après la Révolution les sœurs de la charité succédèrent à la congrégation des Ursulines et poursuivent le travail d'éducation des enfants et soignent les malades du village. Par la suite les sœurs de la Marne s'installèrent et créèrent un dispensaire pour les malades. Enfin, en 1976 la paroisse accueille les sœurs missionnaires de Notre-dame d'Afrique.
- La chapelle Notre-Dame du Reposoir, située sur un chemin reliant Clerval à Chaux-Les-Clerval. À l'origine il s'agit d'un abri pour les voyageurs, la date de construction de la chapelle reste difficile à établir. Une date est cependant inscrite sur la chapelle: 1745. Cette date correspond à une réparation, le lieu étant citée plus tôt.  Elle fut entièrement restaurée en 2002-2003.
- La chapelle Saint Ermenfroy (ou Ermenfroi) de Santoche. Elle fut édifiée sur un temple païen (gallo-romain). Son origine est attestée dès le VIIe siècle et en fait d'elle le lieu de culte chrétien le plus ancien de la région. L'édifice actuel fut bâti en 1556 et ruiné durant la guerre de Dix Ans puis restauré en 1671 (comme l'indique la date gravée au-dessus de la porte d'entrée). Le lieu attire un grand nombre de pèlerins jusqu'en 1810 venus vénérer les reliques de saint Ermenfroy (déposées au IXe siècle).

À la fin du XIXe siècle la chapelle est abandonnée et est transformée en remise agricole. C'est en 1930 qu'elle reprend sa vocation première. Son clocheton date de 1993, son auvent de 1996 et une nouvelle porte d'entrée fut posée en 2007. Une rosace gothique de pierre, finement ciselée (datée de 1556) fut découverte il y quelques années, elle se situe derrière le maitre-autel et nécessite d'importants travaux de restaurations pour la remettre à jour.
- La chapelle du cimetière municipal. Elle fut édifiée en 1850 dans le style néo-gothique, fortement dégradée la toiture fut restaurée sommairement en 1966.  C'est en 2002 qu'elle fut entièrement restaurée, dès lors elle abrita le columbarium du cimetière.
- Le château de Pays-de-Clerval, ancienne maison forte du XIIe siècle, remaniée aux XVIe et XVIIIe siècles.
- La grotte de Milopet (dans une falaise entre Clerval et Chaux-les-Clerval, près du lieu-dit "la scie"), cavité souterraine d'au moins 200 mètres de profondeur.
- Le musée de la Mémoire et de la Paix[16] qui présente les grands conflits des XIXe et XXe siècles.
- Le jardin d'agrément des Sœurs missionnaires de Notre-Dame d'Afrique[17].
- Le dolmen de Santoche, classé au titre des monuments historiques en 1974[18]. Il s'agit de sépultures collectives. Ces monuments ont été édifiés entre 3000 et 2000 avant Jésus-Christ (c'est-à-dire durant la période néolithique). Lors de fouilles en 1969 des restes de plusieurs dizaines de personnes ajoutés les uns sur les autres ont été mis au jour.
- La fontaine-lavoir-abreuvoir de Chaux-lès-Clerval avec ses trois ouvertures arrière en arcade et sa pile de jet carrée.

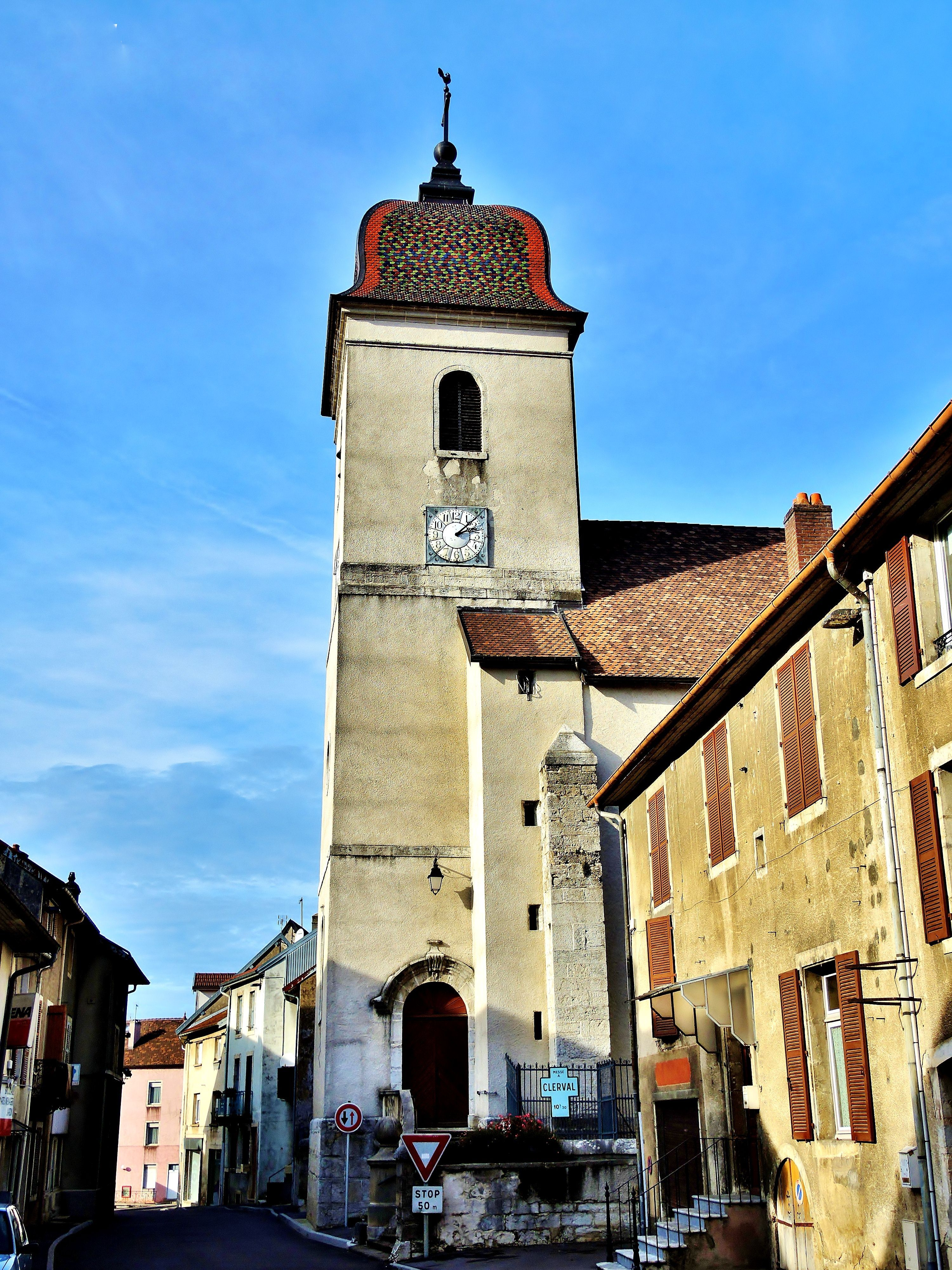
L'église Saint-André.
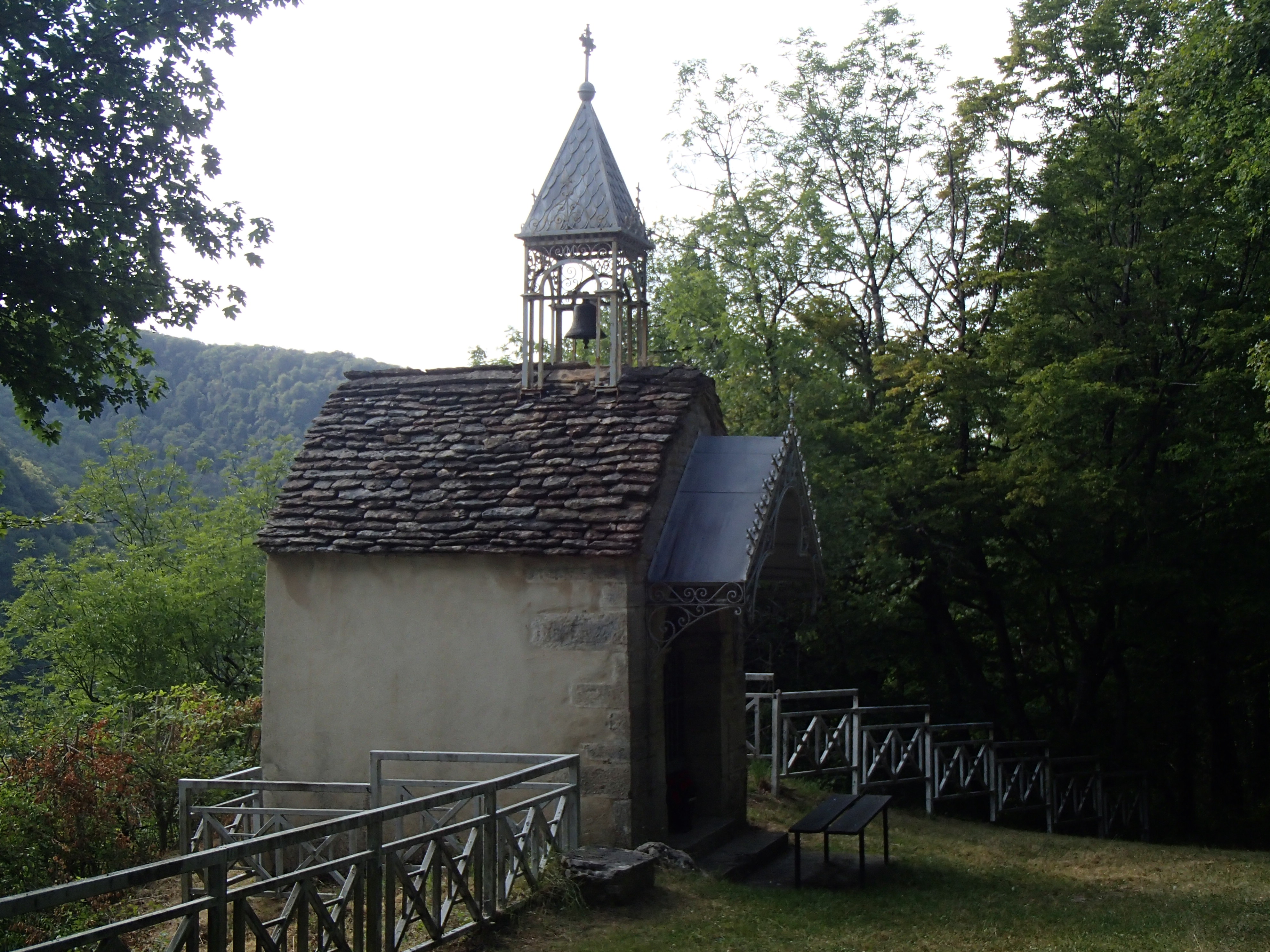
Chapelle Notre-Dame du Reposoir.
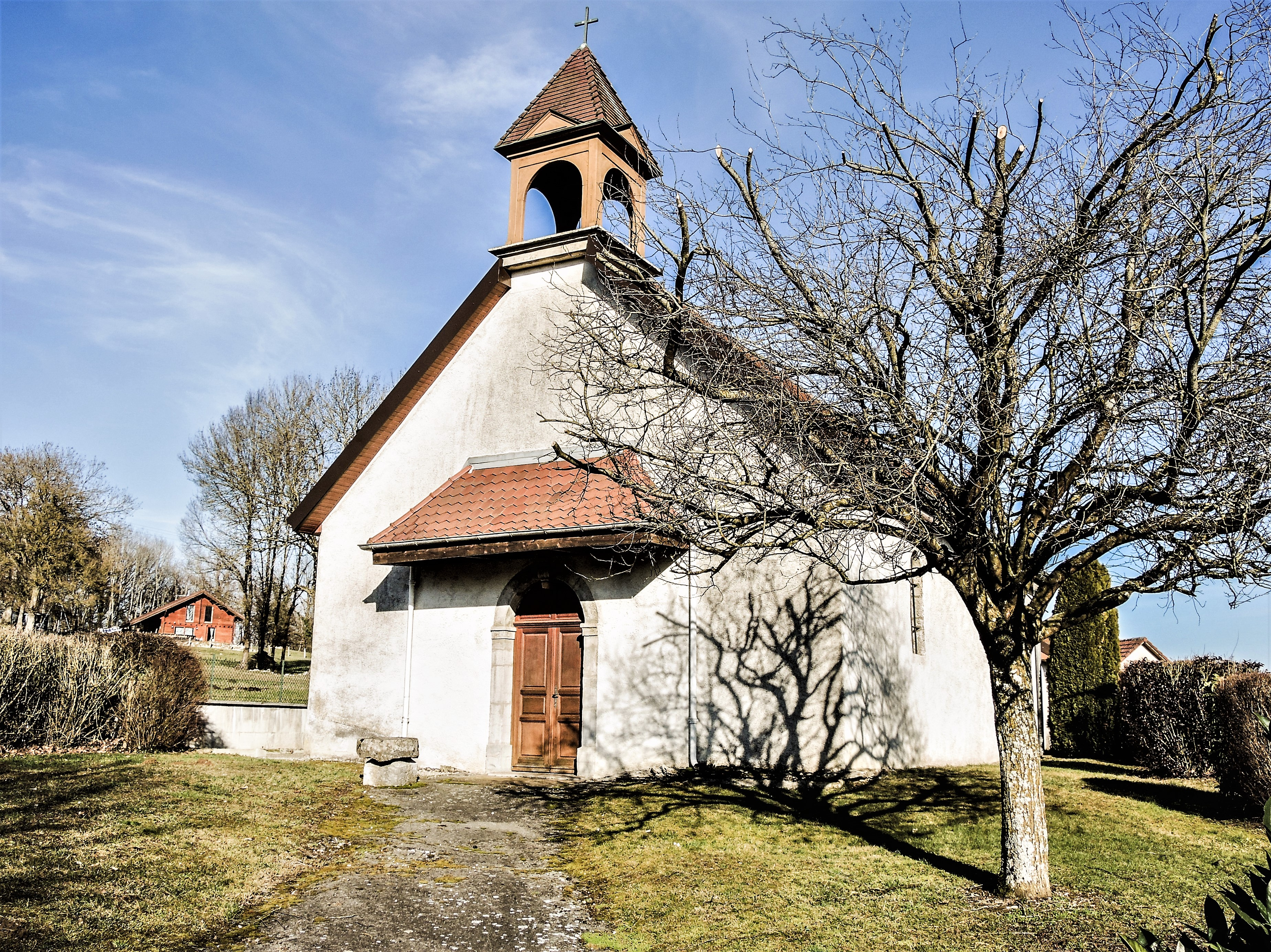
Chapelle saint Ermenfroi.
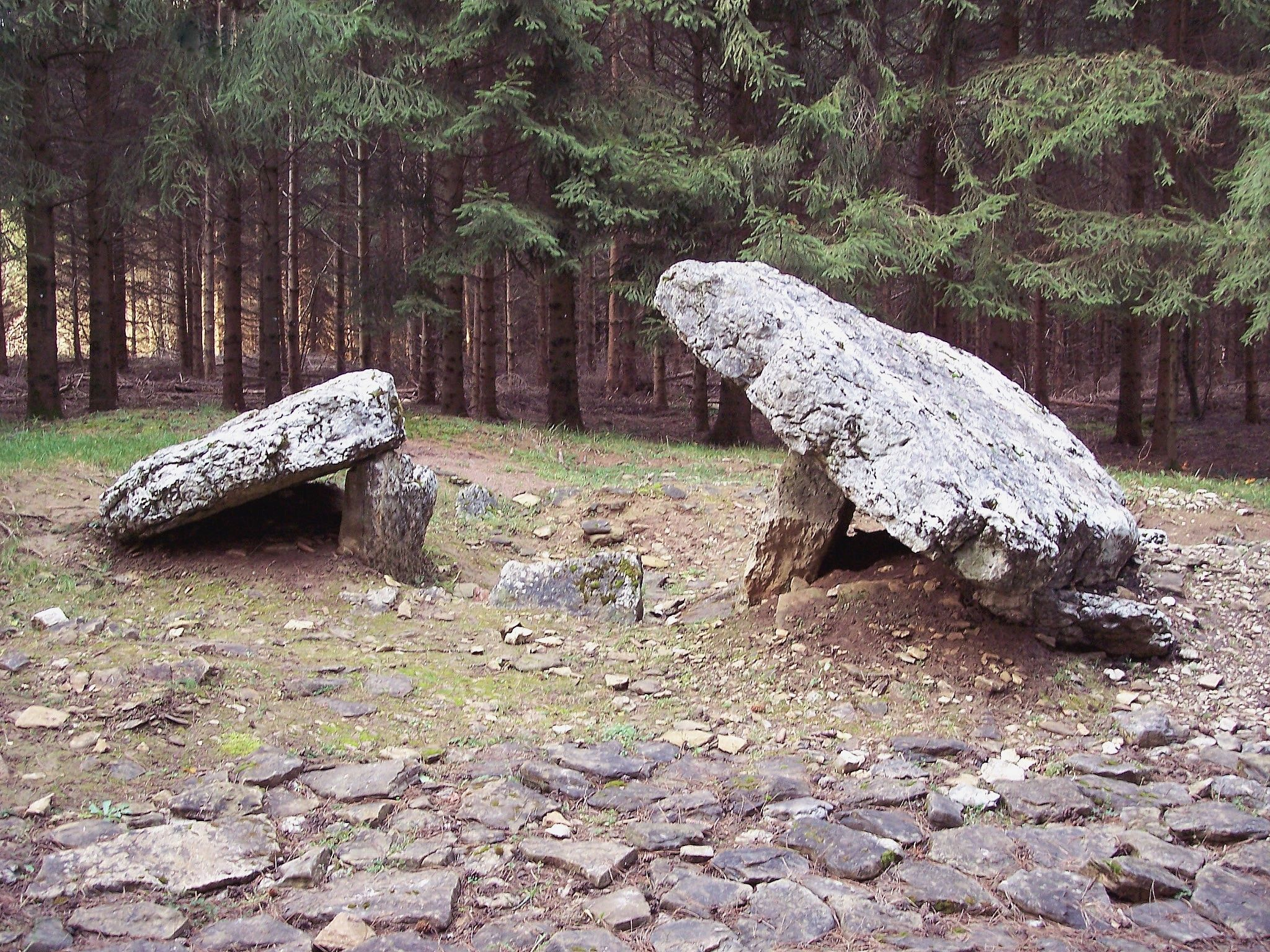
Dolmen de Santoche.
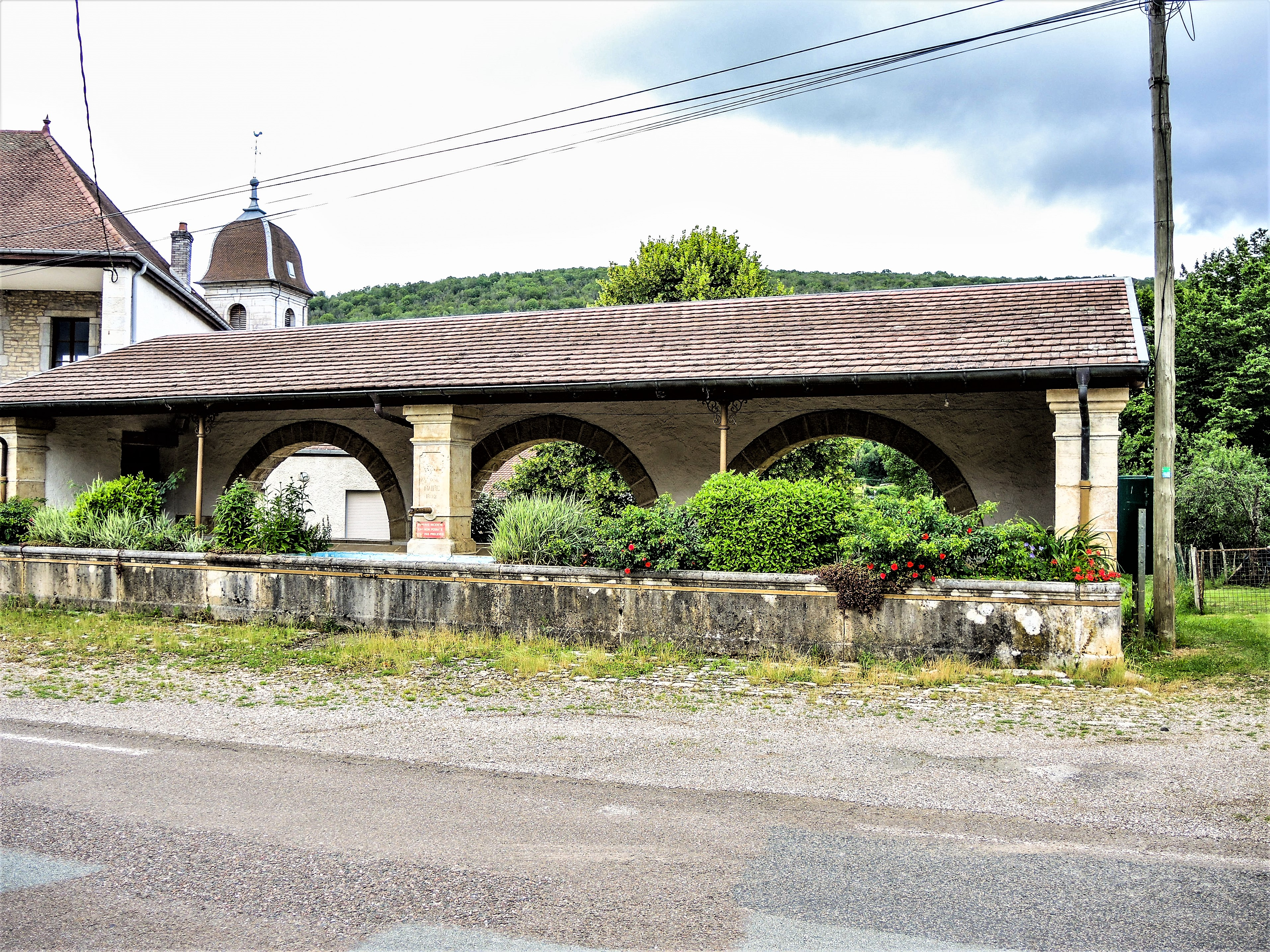
La fontaine-lavoir-abreuvoir de Chaux.

### Personnalités liées à la commune
- L'abbé Jean Garneret, spécialiste du folklore comtois, né à Clerval en 1907.
- Pierre Villeminot (de),résistant et poète né à Clerval le 14 avril 1913.
- Saint Ermenfroy (ou Ermonfroi)Il fut moine de Luxeuil, abbé de Cusance au VIIe siècle et saint patron de Santoche. Sa fête liturgique est le 25 septembre. Il naît au début du VIIe siècle dans une famille noble, riche et puissante du Comté de Bourgogne. Habitant dans un château proche de Clerval il se rend chaque dimanche avec sa famille à Santoche où se trouvait alors le seul lieu de culte chrétien de la région. Plus tard, il décide de se dépouiller de toutes ses richesses et d'entrer au monastère de Luxeuil. Il y devient prêtre puis décide de faire construire un  monastère à Cusance, il y demeurera quarante années avant de mourir vers 670. Aujourd'hui il est encore célébré dans le diocèse de Besançon chaque 25 septembre. Ses reliques se trouvent dans une chasse au-dessus du maître-autel au sein une chapelle latéral placée sous son vocable dans l'église voisine de Clerval. Une statuette du saint en argent doré datant de 1496 renferme également une partie de ses reliques. La statue fut classée au titre de Monuments historiques le 17 juin 1901, elle est visible dans les trésors de la cathédrale de Besançon.
- Louis Bassenne (1858-1938), polytechnicien, général de brigade[19] pendant la Première Guerre mondiale.